# Kap Eva
Kap Eva (norwegisch Evaodden) ist das Nordkap der antarktischen Peter-I.-Insel. Ihm sind über eine Länge von 700 m Klippen und Untiefen vorgelagert. Zu diesen gehört der 1,5 km westlich des Kaps liegende Tvistein. Das Kap trennt die Lazarew-Küste, die sich von hier aus entlang der gesamten Westseite der Insel nach Süden erstreckt, von der Mirny-Küste, die sich entlang der Nordostküste erstreckt.
Der norwegische Kapitän Eyvind Tofte entdeckte und benannte das Kap im Jahr 1927 bei der vom norwegischen Walfangunternehmer Lars Christensen finanzierten Antarktisfahrt der Odd I (1926–1927). Die Namensgeberin ist nicht überliefert. Das Advisory Committee on Antarctic Names überführte 1952 die norwegische Benennung ins Englische.